# Kaliště u Humpolce
Kaliště (tyska: Kalischt) är en by i regionen Vysočina i Tjeckien. Orten är mest känd som kompositören Gustav Mahlers födelseort.